# معلقة عنترة بن شداد
معلقة عنترة بن شداد، والملقبة بـ الذهبيّة هي قصيدة عربية، من المعلقات، نظمها عنترة بن شداد، في القرن السادس الميلادي على البحر الكامل، وتُعنى بشكل أساسي بالوصف والحماسة. تحتوي هذه المعلقة على 79 بيتا.

## المؤلف
عنترة بن شداد العبسي، شاعر جاهلي، اشتهر بشعر الفروسية، وتغزله بابنة عمه عبلة. ولقب بالفلحاء لتشقق في شفتيه.

## تعريف بالقصيدة
نظم معلقته بعد أن شتمه رجل وعايره بسواده وأمه وإخوته، وأنه لا يقول الشعر، فأنشأ معلقته.
نظم عنترة معلقته كباقي الشعراء فيبدأ بوصف الفراق، ثم يذكر عبلة (محبوبته) وخطابها، ثم يذكر شجاعته وفروسيته وهزيمة أعدائه.